# Atotonilquillo, Chapala
Atotonilquillo är en ort i Mexiko.   Den ligger i kommunen Chapala och delstaten Jalisco, i den centrala delen av landet, 400 km väster om huvudstaden Mexico City. Atotonilquillo ligger 1 528 meter över havet och antalet invånare är 7 130.
Terrängen runt Atotonilquillo är kuperad åt sydost, men åt nordväst är den platt. Runt Atotonilquillo är det ganska tätbefolkat, med 222 invånare per kvadratkilometer. Närmaste större samhälle är Chapala, 12,8 km sydväst om Atotonilquillo. I omgivningarna runt Atotonilquillo växer huvudsakligen savannskog.